# Zwarte Water (rivier)
Het Zwarte Water (Nedersaksisch: Zwärte Wäter) is een 19 kilometer lange rivier in de Nederlandse provincie Overijssel. De oorsprong van de rivier ligt in Zwolle, waar ze ontstaat uit samenvloeiing van de Soestwetering en de Nieuwe Wetering. De rivier mondt na Hasselt, Zwartsluis en Genemuiden te zijn gepasseerd uit in het Zwarte Meer dat op zijn beurt opgaat in het Ketelmeer en het Kadoelermeer. 
Ten noorden van Zwolle mondt de Overijsselse Vecht uit in het Zwarte Water. Ook de in opdracht van Willem Jan van Dedem gegraven Dedemsvaart sluit er op aan. Het Zwolle-IJsselkanaal verbindt het Zwarte Water sinds 1964 met de rivier de IJssel. 

## Naam
De naam Zwarte Water verwijst mogelijk naar de donkere kleur van het water, veroorzaakt door het veenmoeras waar de rivier uit ontstond, of naar  zwet, wat grens betekent. In oude documenten wordt de rivier ook wel 'Ons Water' genoemd of 'het water dat gaat naar de zee'.

## Geschiedenis
Het Zwarte Water stroomde al voor de jaartelling door het gebied dat later Zwartewaterland zou worden genoemd. In 1233 werd nabij Hasselt het Zwartewaterklooster gebouwd, een religieus centrum dat eeuwenlang invloed uitoefende op de regio.
Het gebied ten oosten van Zwolle bestond uit veenmoerassen, ontstaan door stagnatie van water in lage kommen en de natuurlijke afstroming vanuit Salland en Twente. De Kleine en Grote Aa  kwamen ter hoogte van de plek waar het Hopmanshuis staat bij elkaar er vormden het Zwarte Water. Op de iets hogere zandruggen groeide bos. Vanaf de middeleeuwen begon men het landschap te ontginnen en te kanaliseren. Door het graven van weteringen en het aanleggen van dijken werd het waterbeheer verbeterd, wat landbouw en bewoning mogelijk maakte. De strategische ligging aan het Zwarte Water en de nabijheid van de IJssel maakten de regio tot een knooppunt voor handel en scheepvaart.
Het Zwarte Water was van groot belang voor de ontwikkeling van de Hanzestad Zwolle. De rivier verbond de stad met de zee en de andere Hanzesteden. 
Op de plek van het Rodetorenplein in Zwolle bevond zich vroeger aan het Zwarte Water een havenkade met een standerdmolen en een stadskraan.

## Ecologie
De uiterwaarden van het Zwarte Water vormen de belangrijkste groeiplaats van de wilde kievitsbloem in Nederland. De uiterwaarden maken deel uit van het Natura 2000-gebied Uiterwaarden Zwarte Water en Vecht.

## Waterbeheer
Het Zwarte Water wordt beheerd door waterschap Drents Overijsselse Delta. Deze organisatie is verantwoordelijk voor het peilbeheer, de waterkwaliteit en het onderhoud van oevers en infrastructuur langs de rivier. Daarnaast monitort het de ecologische toestand en voert het maatregelen uit in het kader van klimaatadaptatie en hoogwaterveiligheid.

## Bruggen en veerpont
| Km.:      | Naam:                          | Soort:                                  | Traject:                                                  | Afbeelding: |
| --------- | ------------------------------ | --------------------------------------- | --------------------------------------------------------- | ----------- |
| 0,0       | Hofvlietbrug                   | verkeersbrug (basculebrug)              | Zwolle-Het Noorden - Zwolle-Kamperpoort (Pannekoekendijk) |             |
| 0,4       | Beatrixbrug                    | verkeersbrug (liggerbrug)               | Utrecht - Groningen                                       |             |
| 0,6       | Holtenbroekerbrug              | verkeersbrug (hefbrug)                  | -Zwolle Zwolle-Voorst - Zwolle-Holtenbroek (Blaloweg)     |             |
| 1,8       | Twistvlietbrug                 | fiets-, voetgangers-, busbrug (tuibrug) | Zwolle-Holtenbroek - Zwolle-Stadshagen                    |             |
| 2,8       | Mastenbroekerbrug              | verkeersbrug (tuibrug/basculebrug)      | Zwolle-Stadshagen - Zwolle-Aa-landen (Mastenbroekerallee) |             |
| 10,3      | Zwartewaterbrug                | verkeersbrug (boogbrug/basculebrug)     | Hasselt Emmeloord - Zwolle (Hasselterweg/Zwartewaterweg)  |             |
| Veerpont: |                                |                                         |                                                           |             |
| Km.:      | Naam:                          | Soort:                                  | Traject:                                                  | Afbeelding: |
| 18,8      | Veerpont Genemuiden-Zwartsluis | Kabelveerpont met motor                 | Genemuiden - Zwartsluis (Veerweg)                         |             |